# 압토모빌리스트 예카테린부르크
압토모빌리스트 예카테린부르크(러시아어: Автомобилист Екатеринбург)는 2006년 창단된 러시아 예카테린부르크의 프로 아이스하키팀이다. 현재 콘티넨탈 하키 리그에 참가하고 있으며 홈구장은 KRK 우랄레츠이다.